# Villarreal
Villarreal (ve valencijštině Vila-real) je přístavní město nacházející se ve východním Španělsku. Villarreal, přináležící do Valencijského společenství a provincie Castellón, se nachází 7 kilometrů na jih od hlavního města provincie, Castellón de la Plana. Ve městě žije přibližně 50 000 obyvatel.
Villarreal založil v roce 1274 král Jakub I. Aragonský. Dnes je město známé jako významné středisko pěstování pomerančů a výroby keramiky. Místní fotbalový klub Villarreal CF hraje v Primera División.

## Historie

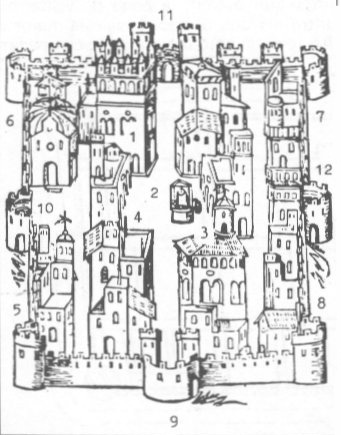
Plán Villarrealu z roku 1564

Kastilský název města Villarreal i valencijský ekvivalent Vila-real, oba s významem Královské město, odkazují na založení Villarrealu králem Jakubem I. v roce 1274. Město, jež bylo založeno 65 kilometrů na sever od Valencie, při významné obchodní cestě Via Augusta, získalo status královského města.
Kvůli rostoucímu počtu obyvatel se Villarreal brzy rozrostl i za městské hradby. Často se však potýkal s konflikty mezi křesťany a mudejary, tedy zbývajícím muslimským obyvatelstvem. K oživení zemědělství v okolí města došlo v průběhu 16. století, kdy došlo k rozsáhlému vrtání studní a budování zavlažovacích systémů.
Město značně poničil průběh války o španělské dědictví. Poté se zde ve druhé polovině 18. století začal rozvíjet textilní průmysl, který v 19. století doplnil také průmysl potravinářský, především pak pěstování a obchod s pomeranči. V průběhu 20. století se významnou složkou zdejší ekonomiky stal také obchod s keramikou.

## Sport

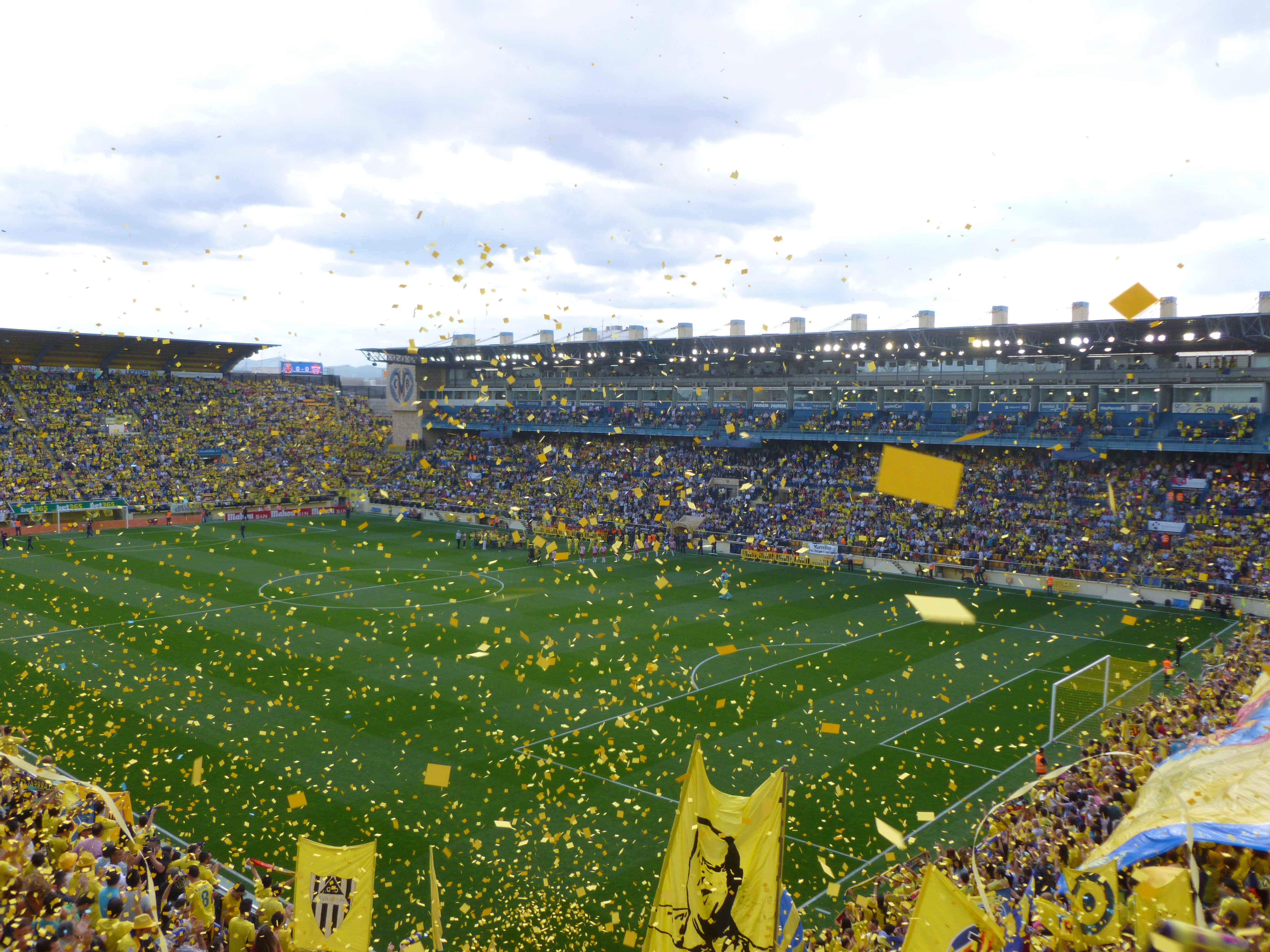
Stadion Estadio El Madrigal během zápasu Villarrealu s týmem UD Almería

Ve městě sídlí fotbalový klub Villarreal CF přezdívaný Žlutá ponorka.

## Partnerská města
- Michalovce